# Luis Corbí
Luis Corbí Rico (Monóvar, 27 de enero de 1893 - Alicante, 11 de diciembre de 1940), fue un zapatero, sindicalista y político socialista español.
Hijo de una modesta familia de jornaleros, Luis Corbí era miembro de la Unión General de Trabajadores (UGT) y del Partido Socialista Obrero Español (PSOE). Su activismo sindical le llevó a presidir el Centro Obrero y asistir al Congreso de UGT de 1928 como delegado. También participó en el Congreso del PSOE de 1931. Este mismo año fue elegido concejal del ayuntamiento de Monóvar en las elecciones municipales de abril con las que se proclamó la República, siendo alcalde de la ciudad. Durante la guerra civil española permaneció en Monovar. Al finalizar la misma fue detenido al día siguiente de la capitulación de la resistencia en Alicante, juzgado en consejo de guerra y condenado a muerte, siendo ejecutado en 1940 en el campamento de tiro de Rabasa.